# Bertrand Fragonard
Bertrand Fragonard, né le 26 avril 1940 à Arcachon (Gironde), est Président de Chambre (honoraire) à la Cour des comptes, président du Haut Conseil de la famille, de l'enfance et de l'âge (HCFEA) jusqu'en janvier 2023 et spécialiste de la protection sociale (France et comparaison internationale).

## Biographie
Bertrand Fragonard fait sa scolarité au Lycée Montesquieu (Bordeaux), puis à l’Institut d’études politique (Bordeaux). Licencié en droit public, il intègre l’Ecole nationale d’administration (ENA) en 1962 (Promotion Blaise Pascal 1962-1964).
Auditeur à la Cour des comptes entre 1964 et 1967, il occupe, entre 1967 et 1974, les postes de Chef de service puis de directeur adjoint à la Direction des carburants au ministère de l’Industrie chargé de la promotion des intérêts pétroliers français (tutelle des entreprises nationales françaises) et de la régulation du marché intérieur.
En 1974, il est nommé directeur de cabinet de René Lenoir, Secrétaire d’Etat à l’action sociale, et, en parallèle, directeur adjoint du cabinet de Simone Veil, ministre de la Santé (1975-1979). 
Il met en place, sous l'autorité de Simone Veil, la loi de 1975 sur les personnes handicapées et mène de nombreux travaux sur la politique familiale, avec notamment la création en 1976 de l’allocation de parent isolé - premier revenu minimum garanti, la loi de 1977 réformant les prestations d’allocation de salaire unique et de frais de garde et les premières mesures d’aide aux familles employant des assistantes maternelles. 
Il est l’auteur du rapport au Parlement de 1978 sur les aides aux familles et sur la cohérence des prestations familiales et de l’impôt sur le revenu.
En 1980, Bertrand Fragonard est nommé directeur de la Caisse nationale des allocations familiales (CNAF). Il lance les contrats crèches et participe à la préparation de la loi de 1985 sur l’aide aux parents divorcés.
Nommé commissaire au Commissariat général au Plan en 1987, il en démissionne pour préparer la création du Revenu Minimum d’Insertion (RMI). Il est nommé délégué interministériel au RMI (1988-1996)
Chargé de mission auprès de Simone Veil, ministre de la Santé, de l’action sociale et de la ville (1993-1995), il promeut les outils d’insertion sociale et professionnelle des ménages en marge du marché du travail. Il consolide la politique familiale avec notamment le développement des aides en prestations et services pour les familles ayant de jeunes enfants et la garantie des recettes de la branche Famille de la Sécurité sociale. Il met en œuvre les premières conventions médicales.
Bertrand Fragonard est nommé en 1997 directeur général de la Caisse nationale de l'assurance maladie,. Il lance la carte Vitale et entreprend de moderniser le système de conventions avec les professions de santé.
En 1998, il revient à la Cour des comptes où il siège comme conseiller maître à la 6ème chambre chargé de la sécurité sociale, de la santé et du secteur médico-social. 
De 2002 à 2007, il est nommé Président de la 5e chambre Défense et Industrie.
Il préside de 2003 à 2009 le Haut Conseil pour l’avenir de l’assurance maladie (HCAAM). Les principaux travaux du Haut Conseil portent sur l’avenir de l’assurance maladie,, sur les rapports entre les régimes de base et les régimes complémentaires ainsi que sur la régulation du système conventionnel avec les professions de santé. 
De 2009 à 2017, il préside le Conseil de la Famille  avec comme principaux travaux le développement des modes d’accueil des jeunes enfants, les ruptures conjugales et les jeunes majeurs de 18-25 ans.
Il préside de 2017 à 2023 le Conseil de l’âge (HCFEA) dont les principaux travaux portent sur la prise en charge de la dépendance à l’horizon 2030, les comparaisons internationales sur les systèmes de soutien à l’autonomie, la protection des femmes seniors en cas de veuvage et de divorce.
En 2023, il est membre du Conseil de la Famille (HCFEA).

## Rapports sur la protection sociale française
Ses rapports ont été réalisés à la demande du Gouvernement ou de l'Assemblée nationale.
- Des dispositifs d’aide à la couverture maladie des ménages les plus modestes, « ancêtres » de la CMUC (1996)
- Le « bouclier sanitaire », proposant la création d’un mécanisme de plafonnement du reste à charge dans l’assurance maladie - avec Raoul Briet et Pierre-Jean Lancry (2007)[14]
- La prise en charge de la dépendance (architecture et financement) - Président du groupe de travail (2009)
- La protection financière dans la lutte contre la pauvreté et l’exclusion - Président du groupe de travail (2014)
- L’équilibre financier de la branche famille (2014)[15]
- Les droits familiaux de retraite (2016)[16]
- Les droits des personnes divorcées : pension de réversion, prestation compensatoire, partage des droits à retraite  - conjointement avec Mme Leroyer, Professeur de droit (2020)[17]

## Enseignement
Bertrand Fragonard a été Maître de conférences à l’Institut d’études politiques de Paris en économie & droit public de 1977 à 1982, Professeur associé en Droit de la protection sociale à la Faculté de droit à l'Université Panthéon-Assas de 1985 à 1994 et Professeur en Protection sociale à l’Institut d’études politiques de Paris de 2000 à 2002.

## Publications
Ses articles ou ouvrage portent sur l'analyse de la protection sociale française.
- Les Caisses d'Allocations Familiales et les parents isolés in Bulletin C.A.F, 1983
- Regards sur les prestations familiales in Le Droit Social, Dalloz, 1985, 5 p.
- Quelques réflexions à propos de la complexité du système des prestations sociales in Le Droit Social, Dalloz, 1995, 4 p.
- « La DIRMI et l’évaluation: attentes et inquiétudes » in L'Évaluation des politiques sociales: objectifs et moyens, B. Delage (dir.), Éditions de la Maison des sciences de l’homme d’Aquitaine, 1996
- Le RMI, une grande ambition44, Dalloz, 1998
- Préface de RMI, l'état des lieux, 1988-2008 de Michèle Lelievre et Emmanuelle Nauze-Fichet, La Découverte, 2008, 284 p.
- Vive la protection sociale !, Éditions Odile Jacob, 2012, 304 p[18],[19].
- Trente ans après : retour sur les arbitrages initiaux du  RMI et leur évolution in RDSS, Dalloz, 2020, 15 p.
- Protection des veufs et des orphelins : état des lieux et évolutions (avec la collaboration de Carole Bonnet, INED) in RDSS, Dalloz, 2020, 16 p.
- La variété des applications du principe de subsidiarité in RDSS, Dalloz, 2021, 19 p.
- Le financement du risque autonomie in RDSS, Dalloz, 2021, 10 p.
- Le revenu des familles monoparentales et des parents débiteurs d'une pension alimentaire (avec la collaboration de Mme Muriel Pucci-Porte, Maître de Conférences à l'Université de Paris 1 Panthéon-Sorbonne in RDSS, Dalloz, 2022, 21p.
- Regards croisés sur la mise en place d'un revenu universel et d'une allocation familiale unique (avec Jean-Marc Basquiat, Président de l'association AIRE), in RDSS, Dalloz, 2023, 16p.
- Le principe de subsidiarité, Revue Regards (EN3S), décembre 2023.
- Sur la cohérence entre les dispositifs civils et les dispositifs socio-fiscaux en cas de séparation des parents (avec Muriel Pucci-Porte),in RDSS,Dalloz, 2024, 32p.
- Protection Sociale : Souhaits et réalités,in RDSS,Dalloz, 2025, 24p.

## Distinctions
- Officier de l'Ordre national du Mérite en 1985.
- Chevalier de l'Ordre de la Légion d'honneur en 1986.
- Officier de  l'Ordre de la Légion d'Honneur en 1996.
- Commandeur de l'Ordre national du Mérite en 2003.
- Commandeur de l'Ordre de la Légion d'Honneur en 2006.

## Généalogie
Il est le descendant en ligne direct des peintres Jean-Honoré Fragonard et Alexandre-Evariste Fragonard.